# كأس ماليزيا 2015
كأس ماليزيا 2015 هو موسم من كأس الاتحاد الماليزي. كان عدد الأندية المشاركة فيه 34، وفاز فيه ليونز تويلف.